# Antonella Tarpino
Antonella Tarpino (Ivrea, 12 luglio 1953) è una storica e saggista italiana.

## Biografia
Nata a Ivrea nel 1953, è storica, pubblicista ed editor. 
Ha pubblicato il volume Sentimenti del passato nel 1997, il manuale di storia per le scuole medie superiori Codice storia nel 2000 per poi interessarsi al tema del paesaggio italiano, in particolare ai suoi aspetti più delicati, obliati e ai margini con una sorta di trilogia composta da Geografie della memoria, Spaesati e Il paesaggio fragile.
Nel 2013 ha vinto l'ottantaseiesima edizione del Premio Bagutta con il reportage Spaesati, primo e finora unico caso in cui il riconoscimento viene assegnato ad un saggio.
Fa parte del consiglio di amministrazione della Fondazione Nuto Revelli, nata per ricordare lo scrittore e partigiano italiano.
Nel 2017 è stata insignita del "Premio Letterario The Bridge" per la sezione saggistica.

## Opere

### Saggi
- Sentimenti del passato. La dimensione esistenziale del lavoro del passato, Collana Biblioteca di Storia, La Nuova Italia, 1997, ISBN 978-88-221-2805-8.
- Geografie della memoria. Case, rovine, oggetti quotidiani, Collana Piccola Biblioteca. Nuova serie, Torino, Einaudi, 2008, ISBN 978-88-06-19087-3.
- Spaesati. Luoghi dell'Italia in abbandono tra memoria e futuro, Torino, Einaudi, 2012, ISBN 978-88-06-21146-2.
- Il paesaggio fragile. L'Italia vista dai margini[6], Collana Passaggi, Torino, Einaudi, 2016, ISBN 978-88-06-22833-0.
- Memoria imperfetta. La Comunità Olivetti e il mondo nuovo, Collana Passaggi, Torino, Einaudi, 2020, ISBN 978-88-06-24399-9.
- Memoranda. Gli antifascisti raccontati dal loro quotidiano, Collana Gli struzzi. Nuova serie n.18, Torino, Einaudi, 2023, ISBN 978-88-062-5494-0.

### Manuali scolastici
- Codice storia: percorsi e laboratori, con Giovanni De Luna e Marco Meriggi, Torino, Paravia, 2000.
- La scena del tempo: voci, volti e immagini della storia con Giovanni De Luna e Marco Meriggi, Torino, Paravia, 2003.

### Curatele
- Il paese che non c'è. Viaggio nell'Italia dei villaggi abbandonati, con Vito Teti, sulla rivista «Communitas», Milano, 2011.
- Nuto Revelli, Il popolo che manca, Collana Frontiere, Torino, Einaudi, 2013, ISBN 978-88-06-21511-8.
- Il libro della memoria. Dimore, stanze, oggetti. Dove abitano i ricordi, Collana La Cultura, Milano, Il Saggiatore, 2022, ISBN 978-88-428-2989-8.